# Театр на плаву (фільм)
«Театр на плаву» (англ. «Show Boat») — американський мюзикл 1951 року режисера Джорджа Сідні. У головних ролях — Кетрін Грейсон, Ава Гарднер та Говард Кіл.

## Сюжет
Дія відбувається на річковому пароплаві «Квітка бавовни», призначеного для гастролей по течії Міссісіпі. Капітаном корабля є Енді Гоукс. Головні зірки шоу — Джулі Ла Верн та її чоловік Стів Бейкер. Хтось доносить у поліцію, що Джулі — на половину афро-американка. Міжрасові шлюби заборонені, і подружжя мусить залишити корабель. Їхні місця займають Ґейлорд Равенал та донька капітана Магнолія Гоукс. Молоді люди швидко покохали одне одного і побралися, а після цього переїхали до Чикаго. Там вони жили за рахунок заробітків Ґейлорда, та, після сварки, Магнолія повертається до батьків на пароплав і продовжує працювати в сімейному бізнесі.

## У ролях
- Кетрін Грейсон — Магнолія Гоукс
- Ава Гарднер — Джулі Ла Верн
- Говард Кіл — Ґейлорд Равенал
- Джо Е. Браун — капітан Енді Гоукс
- Мардж Чемпіон — Еллі Мей Ширлі
- Говер Чемпіон — Франц Шульц
- Роберт Стерлінґ — Стів Бейкер
- Агнес Мургед — Паті Гоукс
- Лейф Еріксон — Пете
- Вільям Ворфілд — Джо

## Нагороди
- Фільм номінувался на премію «Оскар» 1952 року за найкращу роботу оператора (у кольорових картинах) та найкращий саундтрек для музичних картин.